# أهل حيدرة منصور
أهل حيدرة منصور هي قبيلة من قبائل اليمن.

## تاريخ
في حوالي سنة 1875 انفصلت أهل الحيدرة منصور عن سلطنة الفضلي وأعلنت استقلالها. وفي أكتوبر 1915 خلال الحرب العالمية الأولى انحاز أهل حيدرة منصور إلى جانب الدولة العثمانية في مواجهة سلطنة الفضلي. قدم رجال القبائل هدايا من الماشية إلى القائد العثماني في جنوب الجزيرة العربية سعيد بك، طالبين دعمه وذكروا أنهم تعرضوا لسوء المعاملة من قبل الفضلي. نصح سعيد رجال القبائل بمداهمة طرق التجارة في سلطنة الفضلي ووعد بالنظر في مظالمهم فيما بعد. تم التوصل إلى هدنة بين أهل حيدرة منصور والفضلي في 10 مارس 1916.
في يوليو 1935 قتلت أهل حيدرة منصور 6 مسافرين في أراضيهم. ففرض البريطانيون غرامة كبيرة عليهم تحت تهديد القصف الجوي. وفي نوفمبر 1936، تم تغريم أهل حيدرة منصور إلى درجة «الدمار التام» لسرقة طريق عدن والاستمرار في تحدي سلطان الفضلي.
في عام 1937 بعد حادثة أخرى دفعت السلطات البريطانية السلطان الفضلي إلى إعادة تأكيد سلطته على أهل حيدرة منصور. أعادت قوات الفضلي برفقة القوات الجوية الملكية بالقوة سيطرة سلطنة الفضلي على هذه القبيلة بعد مهاجمة بلدتهم الأصلية في الدرجاج، منهية بذلك أكثر من 60 عامًا من الاستقلال.

## المنطقة القبلية
لأهل حيدرة منصور منطقة قبلية مخصصة داخل اليمن. وتقع في مديرية خنفر بمحافظة أبين في الجزء الجنوبي الغربي من البلاد على بعد 260 كيلومترا جنوب شرقي العاصمة صنعاء. يُعد مايو أدفأ الشهور عند 35 درجة مئوية، وشهر يناير هو الأبرد عند 27 درجة مئوية. يبلغ متوسط هطول الأمطار 96 ملم في السنة. أكثر الشهور أمطارًا هو سبتمبر بـ 17 ملم من الأمطار، وديسمبر هو الأكثر جفافًا بمقدار 1 ملم.